# تفريز

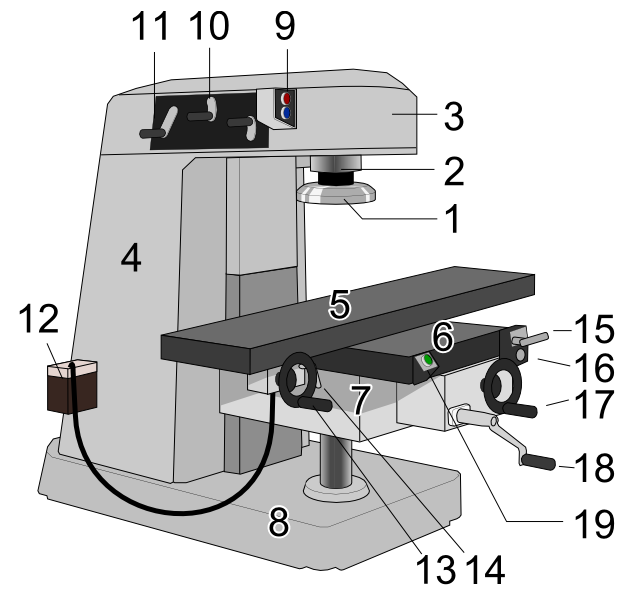
ماكينة تفريز رأسية

عملية التفريز (بالإنجليزية milling) عبارة عن عملية تشغيل للسطح باستعمال عدد تدور أثناء القطع فتزيل حدودها المتعاقبة قطعًا صغيرة من المعدن لإعطاء الجسم الشكل المطلوب وتستعمل في هذه العمليات أدوات قطع متباينة الأنواع لتكوين سطوح مستوية أو منحنية طبقًا لأشكال الأدوات القاطعة ومن مميزات عملية التفريز الحصول علي أسطح ذات جودة عالية وكذلك سرعة عالية لعمليات التشغيل.

## التفريز المحيطي
فيه يشغل السطح بواسطة أسنان قطع تقع علي محيط مقطع التفريز ويكون السطح المشغل في هذه الحالة موازيًا لمحور عدة التفريز ويستعمل في تشغيل الأسطح المستوية وكذلك الأسطح ذات الشكل المحدد بمقطع التفريز.

## التفريز الوجهي
التفريز الوجهي أو الجانبي وفيه يكون السطح المشغل متعامد علي محور مقطع التفريز وتتم عملية القطع بواسطة أسنان علي وجه الآلة أو جانبها بالإضافة إلي محيطها وتكون الأسنان الواقعة علي المحيط هي المسئولة عن عملية القطع وتكون أسنان الوجه مسئولة عن عمليات التشطيب.
وتجري عمليات التفريز المحيطي عادة علي ماكينات التفريز الأفقية بينما تجري عمليات التفريز الوجهي علي ماكينات التفريز الرأسية ويمكن إجراؤها أيضًا علي ماكينات التفريز الأفقية.

## عمليات التفريز المختلفة
1. تشغيل الأسطح المستوية: يستخدم مقطع تفريز إسطواني عادي وتكون الأسنان على شكل مستقيم أو حلزونيًا بزاوية تتراوح بين 25:45 درجة.
2. تشغيل الأسطح الجانبية: تتم عملية التشغيل باستخدام مقطع تفريز وجهي ومحيطي كما يمكن استخدام هذه النوع من أدوات القطع في عمل المجاري في المعدن وتتم عملية القطع بواسطة حواف القطع المحيطية والوجهية.
3. عملية شق وقطع المعادن: يستخدم أداة على هيئة قرص بحواف محيطية لقطع الشقوق أو لفصل جزئين من المعدن وفي هذه الحالة يكون عرض الشق مساويًا لتخانة القرص القاطع.
4. عملية تفريز الأسطح المائلة: وهي أحادية الزاوية أو ثنائية الزاوية.
5. عمليات تفريز لأشكال خاصة: يتم استخدام أدوات قطع تتخذ نفس الشكل المطلوب تشغيله في المنتج ويكون شكل الحد القاطع مقعرا أو محدبًا أو مركبًا (يشمل الشكلين)
6. عمليات تفريز متعدد الأسطح: يمكن تركيب عة أدوات قطع كمجموعة على عامود ماكينة التفريز بحيث تكون شكل السطح المطلوب تشغيله.
7. تفريز المسننات (التروس): من العمليات الهامة التي تجري علي الفريزة هي قطع التروس باستخدام أداة قطع خاصة تأخذ شكل الفراغ بين أسنان الترس و كذلك باستخدام رأس التقسيم الخاصة والتي تثبت علي فرشة الفريزة الأفقية.